# Пляжний футбол на Європейських іграх 2019
Турнір з пляжного футболу на Європейських іграх 2019 року, що пройшов з 25 по 29 червня у Спортивно-оздоровчому комплексі Олімпійський. У турнірі взяли участь вісім чоловічих збірних Європи, кожна з яких складалась з 12 гравців. Цей турнір був єдиним суто чоловічим турніром на Європейських іграх 2019 року.

## Кваліфікація
Збірна Білорусі автоматично пройшла у фінальну частину турніру на правах країни-господині. Решта сім команд визначаться за підсумками Євроліги 2018 року: на ігри потраплять по три найкращі команди з кожної групи суперфіналу плюс переможець дивізіону B.
Збірна Казахстану не могла грати на Європейських іграх, оскільки НОКРК не входить в ЄОК, а збірна Німеччини не могла потрапити на турнір, оскільки потрапила в Промофінал на правах останньої команди Дивізіону А.
Командою, яка буде представляти Дивізіон В, стала збірна Румунії.
| Кваліфікаційний турнір                        | Дата           | Місце проведення | Кількість місць | Фіналісти                                         |
| --------------------------------------------- | -------------- | ---------------- | --------------- | ------------------------------------------------- |
| Країна-господарка                             | 21 жовтня 2016 | Мінськ           | 1               | Білорусь                                          |
| Євроліга з пляжного футболу 2018 (Суперфінал) | 9 вересня 2018 | Альгеро          | 6               | Італія Іспанія Португалія Росія Швейцарія Україна |
| Євроліга з пляжного футболу 2018 (Промофінал) | 9 вересня 2018 | Альгеро          | 1               | Румунія                                           |
| Разом                                         |                |                  | 8               |                                                   |

### Жеребкування
Жеребкування пройшло 4 квітня 2019 року у конференц-залі «Барселона» готелю «Вікторія Олімп».
| Кошик 1         | Кошик 2            | Кошик 3         | Кошик 4         |
| --------------- | ------------------ | --------------- | --------------- |
| Білорусь Італія | Іспанія Португалія | Росія Швейцарія | Україна Румунія |

## Групова стадія
Час початку всіх матчів вказано за місцевим часом (UTC+3).

### Група A
| Поз | Команда      | М | В | В+ | ВП | П | ГЗ | ГП | Різ | О | Кваліфікація               |
| --- | ------------ | - | - | -- | -- | - | -- | -- | --- | - | -------------------------- |
| 1   | Португалія   | 3 | 2 | 0  | 0  | 1 | 16 | 8  | +8  | 6 | Вихід у півфінал           |
| 2   | Швейцарія    | 3 | 1 | 1  | 0  | 1 | 18 | 6  | +12 | 5 | Вихід у півфінал           |
| 3   | Білорусь (H) | 3 | 1 | 0  | 1  | 1 | 14 | 13 | +1  | 4 | Вихід у матчі за 5–8 місця |
| 4   | Румунія      | 3 | 0 | 0  | 0  | 3 | 3  | 24 | −21 | 0 | Вихід у матчі за 5–8 місця |

### Група B
| Поз | Команда | М | В | В+ | ВП | П | ГЗ | ГП | Різ | О | Кваліфікація               |
| --- | ------- | - | - | -- | -- | - | -- | -- | --- | - | -------------------------- |
| 1   | Іспанія | 3 | 1 | 1  | 0  | 1 | 15 | 15 | 0   | 5 | Вихід у півфінал           |
| 2   | Україна | 3 | 1 | 0  | 1  | 1 | 11 | 13 | −2  | 4 | Вихід у півфінал           |
| 3   | Італія  | 3 | 1 | 0  | 0  | 2 | 13 | 12 | +1  | 3 | Вихід у матчі за 5–8 місця |
| 4   | Росія   | 3 | 1 | 0  | 0  | 2 | 11 | 10 | +1  | 3 | Вихід у матчі за 5–8 місця |

1. 1 2  Italy 4–2 Russia

## Класифікаційні матчі
|  | Півфінали  | Півфінали |   |           | Матч за 5-те місце | Матч за 5-те місце |  |
|  |            |           |   |           |                    |                    |  |
|  | 28 червня  |           |   |           |                    |                    |  |
|  | Італія     | 10        |   |           |                    |                    |  |
|  | Румунія    | 3         |   |           |                    |                    |  |
|  |            |           |   |           |                    |                    |  |
|  |            |           |   |           | 29 червня          |                    |  |
|  |            |           |   |           | Італія             | 4                  |  |
|  |            | Росія     | 3 |           |                    |                    |  |
|  |            |           |   |           |                    |                    |  |
|  |            |           |   |           |                    |                    |  |
|  |            |           |   |           | Матч за 7-ме місце |                    |  |
|  | 28 червня  | 28 червня |   | 29 червня | 29 червня          |                    |  |
|  | Білорусь   | 5 (2)     |   | Румунія   | 2                  |                    |  |
|  | Росія пен. | 5 (3)     |   |           | Білорусь           | 5                  |  |

## Чемпіонський плей-оф
|  | Півфінали     | Півфінали |   |           | Матч за золоті медалі   | Матч за золоті медалі |  |
|  |               |           |   |           |                         |                       |  |
|  | 28 червня     |           |   |           |                         |                       |  |
|  | Португалія дч | 3         |   |           |                         |                       |  |
|  | Україна       | 2         |   |           |                         |                       |  |
|  |               |           |   |           |                         |                       |  |
|  |               |           |   |           | 29 червня               |                       |  |
|  |               |           |   |           | Португалія              | 8                     |  |
|  |               | Іспанія   | 3 |           |                         |                       |  |
|  |               |           |   |           |                         |                       |  |
|  |               |           |   |           |                         |                       |  |
|  |               |           |   |           | Матч за бронзові медалі |                       |  |
|  | 28 червня     | 28 червня |   | 29 червня | 29 червня               |                       |  |
|  | Іспанія       | 5         |   | Швейцарія | 5                       |                       |  |
|  | Швейцарія     | 3         |   |           | Україна                 | 4                     |  |

### Фінал
| 29 червня 2019 18:30 |

| Португалія | 8–3      | Іспанія |
| ---------- | -------- | ------- |
|            | Протокол |         |

| СОК «Олімпійський», Мінськ |

## Результати
| Поз | Г | Команда      | М | В | В+ | ВП | П | ГЗ | ГП | Різ | О  |
| --- | - | ------------ | - | - | -- | -- | - | -- | -- | --- | -- |
| 1   | A | Португалія   | 5 | 3 | 1  | 0  | 1 | 27 | 13 | +14 | 11 |
| 2   | B | Іспанія      | 5 | 2 | 1  | 0  | 2 | 23 | 26 | −3  | 8  |
| 3   | A | Швейцарія    | 5 | 2 | 1  | 0  | 2 | 26 | 15 | +11 | 8  |
| 4   | B | Україна      | 5 | 1 | 0  | 1  | 3 | 17 | 21 | −4  | 4  |
| 5   | B | Італія       | 5 | 3 | 0  | 0  | 2 | 27 | 18 | +9  | 9  |
| 6   | B | Росія        | 5 | 1 | 0  | 1  | 3 | 19 | 19 | 0   | 4  |
| 7   | A | Білорусь (H) | 5 | 2 | 0  | 1  | 2 | 24 | 20 | +4  | 7  |
| 8   | A | Румунія      | 5 | 0 | 0  | 0  | 5 | 8  | 39 | −31 | 0  |

| Золото     | Срібло  | Бронза    |
| Португалія | Іспанія | Швейцарія |